# Catherine Evans
Catherine Angela "Cat" Evans (27 de diciembre de 1979) es una diplomática británica. Fue embajadora de Reino Unido en Mali y en Níger.

## Carrera
El 3 de julio de 2018, en la sede de la Misión Multidimensional Integrada de Estabilización de las Naciones Unidas en Mali (MINUSMA) en Bamako, Evans firmó un acuerdo financiero por el que se comprometían unos 2,3 millones de dólares estadounidenses para un fondo fiduciario administrado por la MINUSMA en apoyo de la paz y la seguridad en Mali. El 11 de febrero de 2019, Evans visitó al líder de la oposición maliense Soumaila Cissé para conocer su punto de vista sobre la situación en el país y el nivel de diálogo político. Fue sustituida en marzo de 2020 por Catherine Inglehearn.
En 2020, Evans fue nombrada directora de Operaciones Europeas y Proyección Exterior en África.
En octubre de 2022 fue nombrada como administradora de Transparencia Internacional, una coalición mundial contra la corrupción.